# Marcipa argillacea
Marcipa argillacea är en fjärilsart som beskrevs av Holland 1894. Marcipa argillacea ingår i släktet Marcipa och familjen nattflyn. Inga underarter finns listade i Catalogue of Life.